# Crypturellus bartletti
La tinamú de Bartlett o inambú de Bartlett (Crypturellus bartletti) es un tipo de perdiz común en bosques de tierras bajas de América del Sur.

## Taxonomía
La Tinamú de Bartlett es una especie monotípica. Todas las perdices son de la familia Tinamidae, y en el gran esquema también de las Ratitae. A diferencia de otras aves corredoras, las perdices pueden volar, aunque en general no son buenas voladoras. Todas las aves corredoras evolucionaron desde la prehistoria a las aves que vuelan, y las perdices son el pariente vivo más cercano de estas aves.

## Etimología
Crypturellus está formado por tres palabras en latín o griego. Kruptos significa cubierto u oculto, oura significa cola y ellus significa diminutivo. Por lo tanto Crypturellus significa pequeña cola oculta. Bartletti proviene de la forma de Bartlett en latín para conmemorar a Edward Bartlett.

## Distribución y hábitat
La Tinamú de Bartlett se encuentra en los pantanos y los bosques de tierras bajas en regiones tropicales y subtropicales de hasta 500 m (1.600 pies) de altitud. Esta especie es nativa al oeste de la Amazonia brasileña, norte de Bolivia y este de Perú, en América del Sur. También se encuentra en el este de Ecuador.

## Descripción
Es de aproximadamente 27 cm (11 pulgadas) de longitud. Sus partes superiores son de color marrón y por encima un barreteado negro, la garganta y el vientre son de color blanco, el resto de las partes inferiores son rojizos, los flancos tienen barreteado negro, y su corona es negruzca.